# Tylostigma tenellum
Tylostigma tenellum är en orkidéart som beskrevs av Rudolf Schlechter. Tylostigma tenellum ingår i släktet Tylostigma och familjen orkidéer. Inga underarter finns listade i Catalogue of Life.